# 1409 Isko
1409 Isko (1937 AK) là một tiểu hành tinh vành đai chính được phát hiện ngày 8 tháng 1 năm 1937 bởi Reinmuth, K. ở Heidelberg.